# Vela nos Jogos Olímpicos de Verão de 2008 - Qualificação
| Data                  | Evento                                                  | Local     |
| --------------------- | ------------------------------------------------------- | --------- |
| 28 Jun - 13 Jul, 2007 | Campeonato Mundial de Vela ISAF 2007 (todas as classes) | Cascais   |
| 2-9 Jan, 2008         | Campeonato Mundial de 49er 2008                         | Sydney    |
| 10-20 Jan, 2008       | Campeonato Mundial de RS:X 2008                         | Auckland  |
| 23-29 Jan, 2008       | Copa Ouro de Finn 2008                                  | Melbourne |
| 24-30 Jan, 2008       | Campeonato Mundial de 470 2008                          | Melbourne |
| 7-13 Fev, 2008        | Campeonato Mundial de Laser 2008                        | Terrigal  |
| 10-15 Fev, 2008       | Campeonato Mundial de Yngling 2008                      | Miami     |
| 25 Fev - 1 Mar, 2008  | Campeonato Mundial de Tornado 2008                      | Auckland  |
| 16-21 Mar, 2008       | 2008 Campeonato Mundial de Laser Radial 2008            | Auckland  |
| 7-18 Abr, 2008        | Campeonato Mundial de Star 2008                         | Miami     |